# Алваново
Алваново е село в Североизточна България. То се намира в община Търговище, област Търговище. Населението му занимава главно с овощарство и зеленчукопроизводство.

## География
Селото се намира в Алвановската котловина на 137 метра надморска височина, на 10 км от Търговище, 9 км от Лозница. Населението през 2021 година е 162 души с постоянна регистрация и над 50 души приходящи през различно време от годината. Западно от населеното място е магистралата София-Варна. Северно от селото преминава автомагистралата Варна – София. Това е едно от местата в областта с измервани най-високи и най-ниски температури. Котловината се слави с място, което е често в мъгли при тихо време. На всеки 13 години според местното население тук извира малката река Катлъка.

## История
За село Алваново почти единствен източник, особено за по-ранните години от османското владичество, представляват османските архивни документи. В турския регистър за овцевъди през 1573 г. е записано село Алваноглу („Алван“ – вероятно собствено име, „оглу“ – син) принадлежащо към Шуменската кааза, в свидетелството е споменат някой си Йомер Шахин с 50 овце, Хюсеин Мехмед с 25 овце.
В списъка за селата на Шуменската кааза се намирало между селата Хасъ (сега село Добри Войников) и Карлъ (сега село Кралево).
Писмени данни за селото има и през 1676 година.
През 1872 г. Феликс Каниц (т. III) за Дунавска България и Балканите е записал:
| „ | Едва след свършването на тия предварителни изследвания на могилите се простих с хубавата долина на стария пазарен град и потеглих покрай лъкатушната река „Къркъ Гиджиг су“ по успоредното на нея шосе за Шумен. За безопасността на сравнително малкото разстояние дотам бяха построени не по-малко четири беклемета от черкезкото заселване насам. Първото от тях съвсем близко до турското село Каръкъшлъ служеше за един нов ориентиращ пункт към север. Празнотата на нашата карта ме накараха да направя една рекогницировка (разузнаване) в южно направление. С бързо яздене аз достигнах една поляна в дъбовата гора и от там погледнах долу в много разклонената разкошно обработена равнина, средна долина на „Акили Камчия до Кьотеш“ (сега село Кочово, Шуменска област). Стълбове от пушек, минаретата и ярко осветените червени покриви свидетелстват за близостта на заможни села. Тази долина е страдала много през войните от реквизицията и разбойничество. Ние се завърнахме при караула гдето беше останал драгоманина ми. Стражарите ни разказаха, че тук черказите – разбойници на разбойника Аба, които сме срещнали в гората от няколко седмици върлували в околността. При беклемето се съединяват реката Къркъ Гиджиг су и река Врана. След като прекосихме реката, следваше българо-турското село Алванкьой, обкръжено от овощни дървета. След него иде село Пухлар (Бухлар), седалище на всяващи срах и ужас сега черкези-разбойници. Аз слязох пред дворището на Мутар, близо до джамията, чието изплетено от върбови пръчки минаре приличаше на гълъбарник. Конака на бея не се различаваше по нищо от тия на другите покрити с гниеща слама колиби. Бея ме посрещна в дълго тясно сукнено палто. Той носеше в пояса си един пистолет, патрони в красиви сребърни патрондаши на гърдите, къс боен нож на бедрото и кожен калпак. Той ме покани любезно в своята стая, която беше необикновено уютна с килими, възглавници по софите. Подаде ми полуизгорели папироси, а жените му донесоха мляко в сребърна паница. Тук пренощувах. | “ |

Като свидетелство, което говори за това минало е названието на местността „Черкезкото“, която някога е била в землището на с. Буховци. Алвановските стопани изкупуват нивите от черкезите, които избягват от нашия край след освобождението на България.
По-подробно за село Алван, което е принадлежало към кааза Джумая и Атик (духовно и административно седалище) – Джумая, е написано в салмането – годишник на Дунавския вилает за 1873/74 г. „имало 22 мохамедански (турски) къщи, 42 души от които подлежали на военна служба, плащали годишно вергия (данък) 1104 гроша. В селото имало 36 немюсюлмански (български) къщи, 126 души, от които подлежали на военен данък: плащали 3135 гроша вергия (данък) и 2624 гроша военен данък (бедел и аскерие). Общо турците и българите в селото плащали 21062 гроша десятък (юшур). В селото имало следните домашни животни: биволи впрегатни – 2 глави, дойни биволици – 28 глави, говеда впрегатни – 103 броя, дойни – 77 глави; коне (хергеле) – яздитни (бинек) – 1; кобили (късряк) – 23; овце – 838 глави; кози – 10 глави; магарета – 1; общ брой – 4062 глави (едър и дребен)“.
Село Алван е било подложено на ислямизация и турска асимилация. Тогава селото е било разделено на две махали от малката рекичка образувана от водата на голямата и малката чешми. Тогавашната българската махала днес се състои от къщите край читалището, а турската махала – от къщите край кладенеца до стария бряст пред Маджаровата къща. На два пъти през войните населението е бягало от селото и е отивало в Ески Джумая (днес Търговище).
Сведения в списъка за реквизиция на ечимика за турската войска има и за съседните села: с. Насухча (сега с. Макариополско), с. Бухлар (сега с. Буховци от 1573 г.), с. Ашиклар с. Ашиково (сега с. Певец от 1648 г.), с. Каркашлъ (сега с. Пробуда от 1676 г.).
При избухването на Балканската война в 1912 година един човек от Алваново е доброволец в Македоно-одринското опълчение.
Училището „Св. св. Кирил и Методий“ е открито през 1854 г. Църквата „Св. Троица“ е построена през 1896 г. Камбаната на
църквата е доставена от град Тула (Русия) и тежи 8,6 пуда (140,9 кг.). Читалището е открито през 1892 г. и е първото
селско читалище в Търговишка околия.

## Обществени институции
Селото разполага с читалище, в което се намира библиотеката, малка зала с 40 места и голяма зала за 300 места. В голямата зала има етнографски кът с предмети от бита и културата на селото, дарени от жителите. От 2009 година се направи певческа група към читалището. През декември 2007 година с помощта на населението е направен и открит пенсионерски клуб „Единство“. Към него се сформира и певческа група от пенсионери, която вече не съществува.
В селото има и автоматична метеорологична станция, която е първата пусната в село в област Търговище. Автоматичната метеорологична станция работи с три различни метео станции. В нея вече от 2023 година се измерва радиационната обстановка, замърсеността на въздуха, ултравиолетовата радиация, като данните се визуализират в интернет.

## Религия
Православните в Алваново са мнозинство. Има красива църква в центъра на селото.
През 2010 година с дарителска кампания се реставрира православния храм „Света Троица“ в центъра на селото . Той е построен през 1896 година. Към него има Метох, в който преди години е имало и килийно училище. То е едно от първите в областта и запазено до днешни дни.

## Население
Численост на населението според преброяванията през годините:
| \| Година на преброяване \| Численост \| \| --------------------- \| --------- \| \| 1934 \| 738 \| \| 1946 \| 788 \| \| 1956 \| 666 \| \| 1965 \| 653 \| \| 1975 \| 576 \| \| 1985 \| 353 \| \| 1992 \| 312 \| \| 2001 \| 277 \| \| 2011 \| 164 \| \| 2021 \| 196 \| |           |
| Година на преброяване | Численост |
| 1934 | 738       |
| 1946 | 788       |
| 1956 | 666       |
| 1965 | 653       |
| 1975 | 576       |
| 1985 | 353       |
| 1992 | 312       |
| 2001 | 277       |
| 2011 | 164       |
| 2021 | 196       |

### Етнически състав
Преброяване на населението през 2011 г.
Численост и дял на етническите групи според преброяването на населението през 2011 г.:
|                     | Численост | Дял (в %) |
| Общо                | 164       | 100,00    |
| Българи             | 159       | 96,95     |
| Турци               |           |           |
| Цигани              |           |           |
| Други               | 0         | 0,00      |
| Не се самоопределят |           |           |
| Неотговорили        | 2         | 1,21      |

## Редовни събития
- Ритуал „Къпане на зетьове“ на Ивановден, който се провежда в центъра на селото на голямата чешма. Вече две години не се провежда.

## Личности
Родени в Алваново
- Асен Каваев (1895 – 1967), български общественик, публицист, адвокат и писател.

## Други
Има складова база на „Мебелстил“, цех за производство на еко мед, кооперация „Алваново“, цех за производство на пчелни кошери, къща за гости „Николия“ с джакузи работещо през зимата и външен басейн, отопляващ се от април до ноември.

### Транспорт
Транспортът до селото става с автобуси от Търговище . На час път до с. Ловец има на разположение и жп транспорт. На 2 – 3 километра североизточно е и летище Търговище, което не работи.